# کان اونیل
کان اونیل (انگلیسی: Con O'Neill؛ زادهٔ ۱۵ اوت ۱۹۶۶) بازیگر اهل بریتانیا است. وی از سال ۱۹۸۳ میلادی تاکنون مشغول فعالیت بوده‌است.
از فیلم‌ها یا برنامه‌های تلویزیونی که وی در آن نقش داشته‌است، می‌توان به تل استار: داستان جو میک، افسانه‌های واهی و چرنوبیل اشاره کرد.
وی همچنین برندهٔ جوایزی همچون جایزه لارنس الیویه شده‌است.